# Buřňák černobílý
Buřňák černobílý (Daption capense) je velký mořský pták z čeledi buřňákovitých, z monotypického rodu Daption. Jedná se o běžný druh s populací okolo 2 000 000 kusů.

## Taxonomie

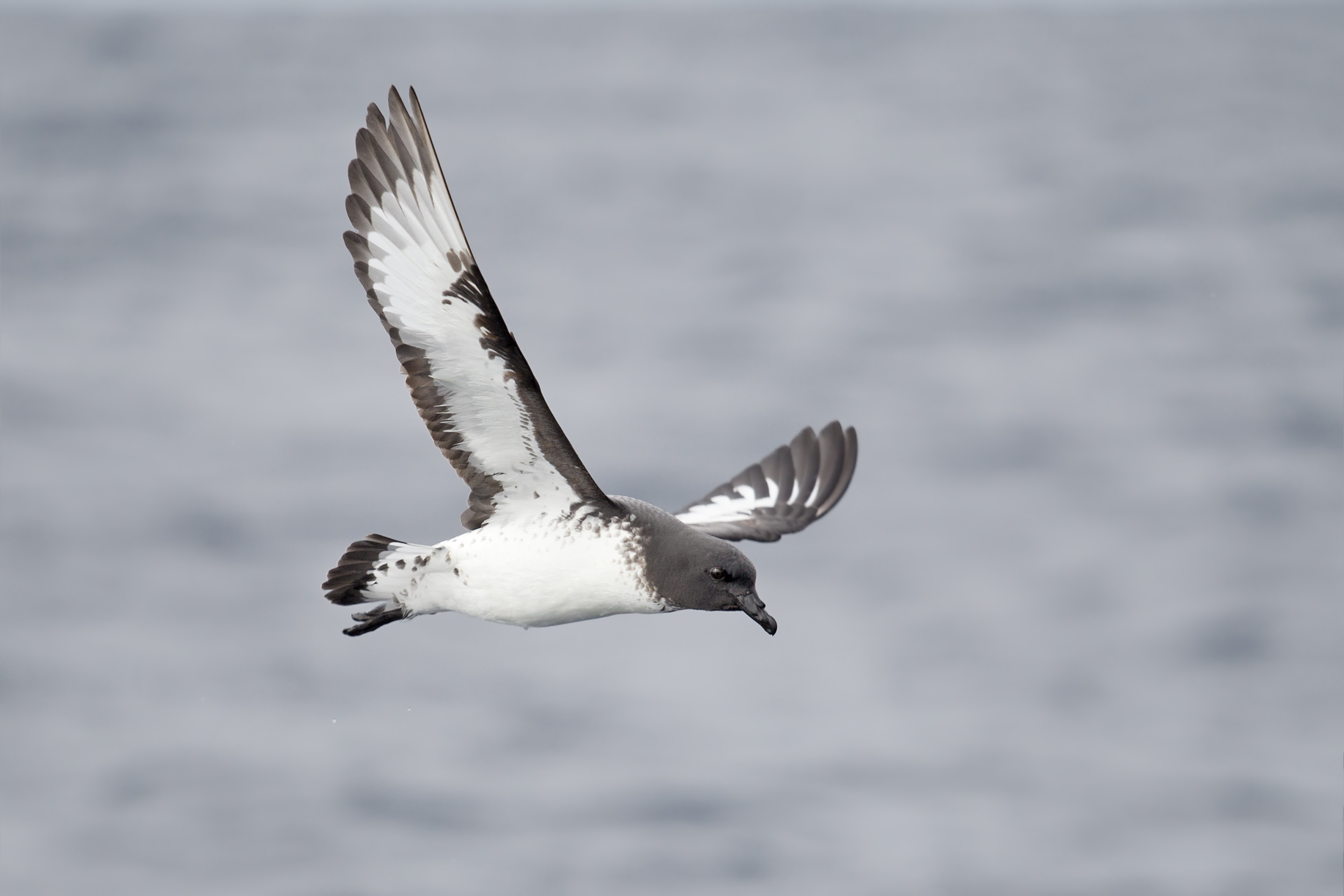
Letící buřňák černobílý

Buřňák černobílý je monotypický druh, tedy jediný druh z rodu Daption. Avšak čeleď buřňákovití je poměrně početná, je známo přes 50 druhů. Takovými je třeba buřňák severní, lední nebo Audubonův.
Všechny druhy z této čeledi sdílejí určitá poznávací znamení; za prvé mají mírně vystouplé nosní průchody. Jako obranu proti dravcům používají speciální látku tvořenou z triglyceridů, která je uložena v proventrikulu. Tato látka má dokonce dvě využití, tedy jako obrana proti dravců i jako výživný zdroj energie pro mláďata. Mají i žlázu umístěnou nad zobákem, která z těla vylučuje přebytečnou sůl, která se v těle buřňáků nahromadí při potápění pro potravu. Přebytečnou sůl vylučují jako solný roztok z nosu.
Buřňák černobílý má i dva poddruhy, lišící se především zeměpisným rozšířením:
- D. capense capense plemen: Vyskytuje se na cirkumpolárních a subpolárních ostrovech.
- D. capense australe plemen: Nalezneme jej na Novém Zélandu a subpolárních ostrovech.

## Popis
Buřňák černobílý je jedinečný druh buřňáka s černou hlavou a krkem a bílými dolními partiemi. Délka těla je 38–40 cm, hmotnost 340–480 g (ke srovnání: buřňák Audubonův má do 190 g), rozpětí křídel 81–91 cm. Nejzvláštnější je kresba per na zádech a na horní straně křídel. Tato pera jsou zčásti černá, jejich okraje (asi 2 až 3 cm) jsou ale jasně bílé a vytvářejí výraznou poznávací kresbu, kterou nemá žádný jiný druh.

## Ekologie

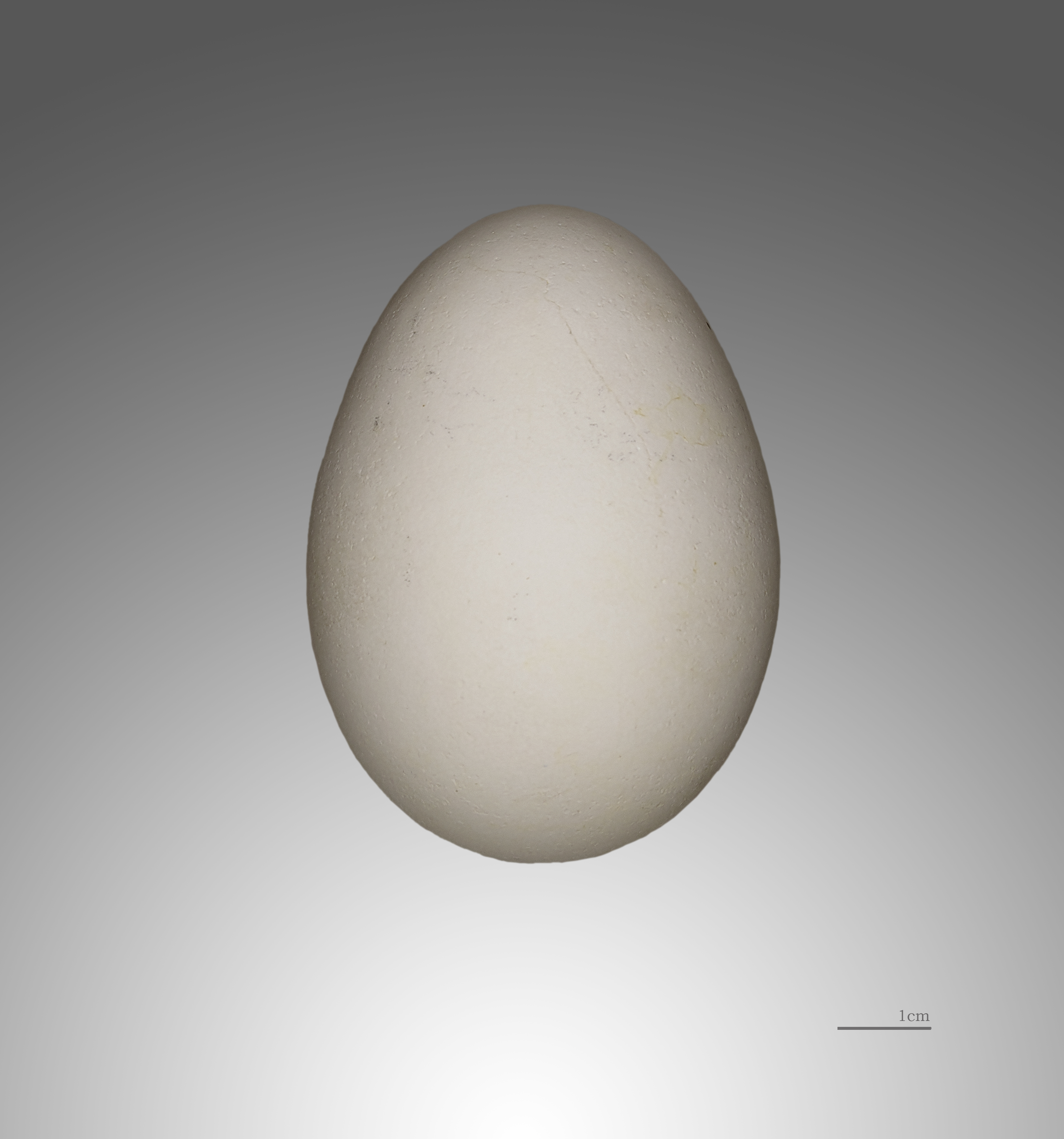
Vejce buřňáků černobílých

Jedná se o koloniální ptáky, kteří v době hnízdění tvoří menší kolonie (menší než jiní buřňáci). Hnízdí na útesech nebo na pobřežích v dálce maximálně 1 km od moře a to většinou okolo listopadu. Jejich hnízda jsou tvořena oblázky a často jsou kvůli ochraně před dravci schována pod převisy nebo ve štěrbinách útesů. Samice do hnízda snese jedno bílé vejce, které je oběma rodiči střídavě inkubováno po dobu 45 dnů. V případě ohrožení mládě brání pomocí speciální látky, kterou vystřikují ze zobáků. Vylíhnuté mládě se plně opeří do 45 dní, většinou je to okolo března.
Jídelníček buřňáků černobílých je tvořen z 80% korýši, rybami a chobotnicemi. Obzvláště oblíbenou součástí jejich jídelníčku jsou druhy z čeledi Euphausiidae. V této čeledi bychom našli například krunýřovku krillovou nebo monotypického světélkovce atlantského. Jako některé jiné druhy buřňáků, i tento je známý jako "pronásledoval lodí". Při shánění zbytků jsou agresivní i na jedince stejného druhu.

## Výskyt a populace
Během období rozmnožování se buřňáci černobílí pohybují okolo Antarktidy a během zimy míří více na sever, většinou zamíří přímo do Angoly nebo na Galapágy. Hnízdění probíhá na ostrovech Antarktidy nebo okolních subpolárních ostrovech. Některé kolonie dokonce hnízdí na tak dalekých ostrovech, jako jsou Aucklandovy ostrovy nebo Campbellovy ostrovy.
Celkový rozsah oblasti, kde buřňáci černobílí žijí je 146 000 000 km 2. Jejich populace je velká a příliš neklesá, proto je tento druh dle IUCN řazen jako málo dotčený, tedy nechráněný.